# Ruténium-borid

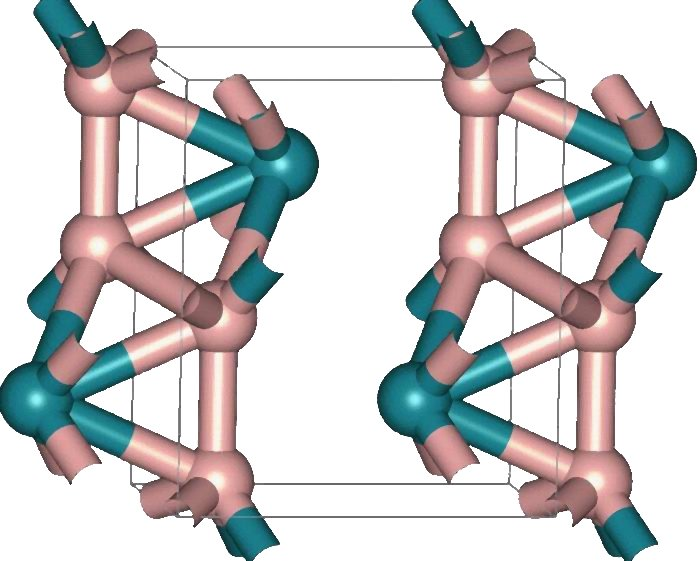
Az ortorombos RuB_{2} szerkezete zöld atomok Ru, rózsaszín - bór

A ruténium-borid egy vegyület. Képlete RuB2. Leginkább figyelemre méltó tulajdonsága a potenciálisan nagy keménysége. Vickers keménysége HV = 50 GPa. Ez az érték jelentősen magasabb, mint az ömlesztett RuB2 vagy Ru2B3, de meg kell erősítenie önálló mérésekkel, mivel a szuperkemény anyagok mérése nagyon nehéz. Például a rénium-diborid keménységét először talán túl optimistán becsülték.

## Szerkezete
Először úgy gondolták, hogy a rénium-diboridhoz hasonlóan hexagonális szerkezete van, de aztán kiderült hogy ortorombos szerkezete van.

## Fordítás
- Ez a szócikk részben vagy egészben  a   Ruthenium boride című angol Wikipédia-szócikk fordításán alapul.  Az eredeti cikk szerkesztőit annak laptörténete sorolja fel. Ez a jelzés csupán a megfogalmazás eredetét és a szerzői jogokat jelzi, nem szolgál a cikkben szereplő információk forrásmegjelöléseként.